# Diana Gajda
Diana Gajda (ur. 1 lutego 1996 w Stanach Zjednoczonych) – polska lekkoatletka, sprinterka.
Złota medalistka mistrzostw Polski (2019) w sztafecie 4 × 400 metrów (w barwach AZS-AWF Katowice).
Jej rodzice także uprawiali lekkoatletykę. Przez wiele lat mieszkała w USA (w Tucson). Ukończyła dietetykę i psychologię na Uniwersytecie Arizony.
Gajda w młodości uprawiała także pływanie, karate i gimnastykę. Drugą część sezonu 2015 i cały rok 2016 straciła z powodu kontuzji.

## Rekordy życiowe
- Bieg na 400 metrów – 52,78 (2019)